# Lingájatok

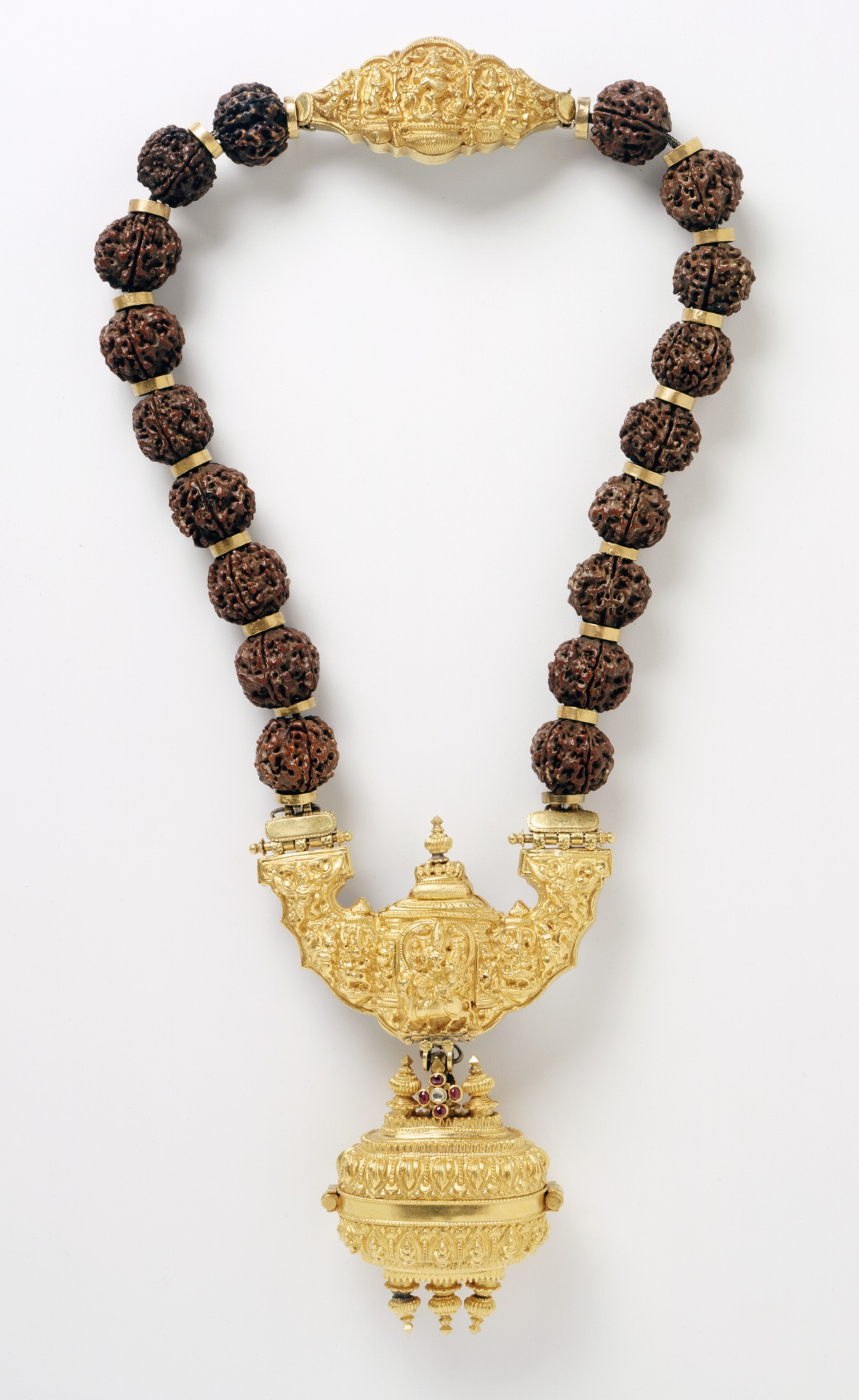
Nyaklánc kiegészítővel, ami a Siva-lingát tartalmazza

A lingájatok korai indiai saiva szekta tagjai, akik az egy, osztatlan, vagyis nem dualista lényben, Brahmanban vagy Siva-tattvában hisznek, aki rejtett teremtő erővel rendelkezik, és maga a tiszta lét (szthala).  A lingam (linga) jelképében tisztelik Sivát. A szekta követői vírasaivák (hősies sivaiták) néven is ismertek. Amikor a teremtő erő működésbe lép, a szekta által tisztelt lény két részre tagolódik: 
- a megmutatkozó Sivára, akit vallási tisztelettel öveznek (linga-szthala)
- a Sivát tisztelő lelkekre (anga-szthala)

A 12. század előtt az árádhjának (odaadó) nevezett lingájatok számos hagyományos bráhmanista gyakorlatot megőriztek, de a szekta körében reformfolyamatot indított útjára a dél-indiai bráhmana Baszava (kb. 1106-1168). Ő "támadást" intézett a dzsainák, a buddhisták és a vaisnavák ellen, s támogatta a saivizmust, különösen a lingájatokat. Azt tanította, hogy Siva a világ ősoka. Az ő valódi lényege a semleges Brahman. Egykor ő tartalmazta az anyagból és lélekből alkotott világot, ami őbelé fog valamikor újra visszatérni. A teremtőerő megrázkódása kettéosztotta Brahmant, egyrészt lingammá, amely a személyi Isten szimbóluma, másrészt angává, ami az egyes lélek. 
A lingájatok számos társadalmi és vallási reformot elfogadtak, amelyek egy része később az egész hinduizmuson belül pozitív visszhangra talált. 
A lingájat papok (dzsangama) igen nagy tiszteletben állnak, s bár néhányuk számára megengedett a házasság, a legelőkelőbbek cölibátusban élnek. Jelentős befolyásuk van a közösség életére, és minden lingájatnak beavatáson kell keresztülmennie, amelynek során megismeri a linga három formájának jelentését :
- Siva-tattva bháva-lingája a legmagasabb rendű, áthat mindent és örök
- a prána-linga az, amit az egyén fel tud fogni: az az isten, akit tisztel
- az ista-linga (vágy-linga) látható és minden vágyat teljesít, ezért nagy tiszteletet érdemel.

A beavatás után minden lingájat ezüst ládikában kőből készült lingát hord magával; elvesztése egyet jelent a spirituális halállal: a linga ugyanis arra emlékeztet, hogy a test a valódi templom. 
A lingájatok elsősorban Karnátakában élnek, s az itteni irodalmi nyelv fejlődése jelentős részben nekik köszönhető.  Más iskolákkal ellentétben tiltják a gyermekházasságot és megengedik az özvegyek újraházasodását. Mint valamilyen szerzetesrend, szigorúan puritán életet élnek. Elutasítják a kasztrendszert, az áldozatot és a zarándoklatokat. 